# Замойское восстание
Замойское восстание (пол. Powstanie zamojskie) ― партизанские действия польского Сопротивления (в первую очередь Армии Крайовой и Крестьянских батальонов), направленные против насильственного изгнания поляков из области Замосцья, проводимого согласно нацистской немецкой колонизационной политики в соответствии с Генеральным планом Ост во время оккупации Польши. Восстание длилось с 1942 по 1944 год.
Замойское восстание считается одним из крупнейших действий польского Сопротивления во время Второй мировой войны.

## Злодеяния нацистов

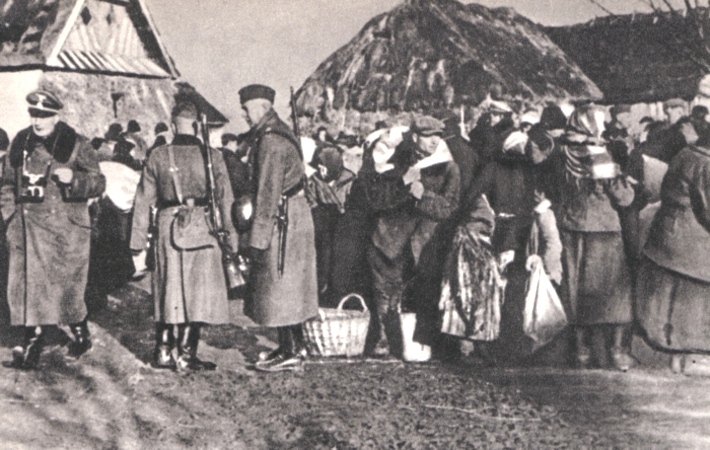
Изгнание поляков из сёл в Замойской области бойцами СС в декабре 1942 года

В 1942 году Замойская область, имевшая множество чернозёмных земель, была избрана правительством Генерал-губернаторства в качестве территории для колонизации. Изгнание поляков из Замосця можно считать началом масштабной реализации плана Ост. Сам город должен был быть переименован в «Гиммлерштадт» (в честь Гиммлера), хотя затем название было заменено на Пфлугштадт («город плуга»), который был символом немецкого «плуга», который должен был «пахать Восток». Нацисты планировали переселить как минимум 60 000 этнических немцев в район до конца 1943 года. Первое «испытательное» переселение было проведено в ноябре 1941 года, оно же вызвало всплеск партизанской активности.
Более 110 000 поляков из около 300 деревень были выселены, чтобы освободить место для немецких (и, в меньшей степени, украинских) поселенцев. В Варшавском и Люблинском районе некоторые жители были переселены, но около 50 000 высланных были отправлены на принудительный труд в Германию, а другие были отправлены в нацистские концентрационные лагеря, откуда уже никогда не вернулись. Некоторые сёла были просто разрушены, а их жители ― убиты.
Почти 5000 польских детей были похищены немецкими властями у родителей для целей германизации. Только 800 из них были найдены и отправлены обратно в Польшу после Второй мировой войны.

## Польское сопротивление

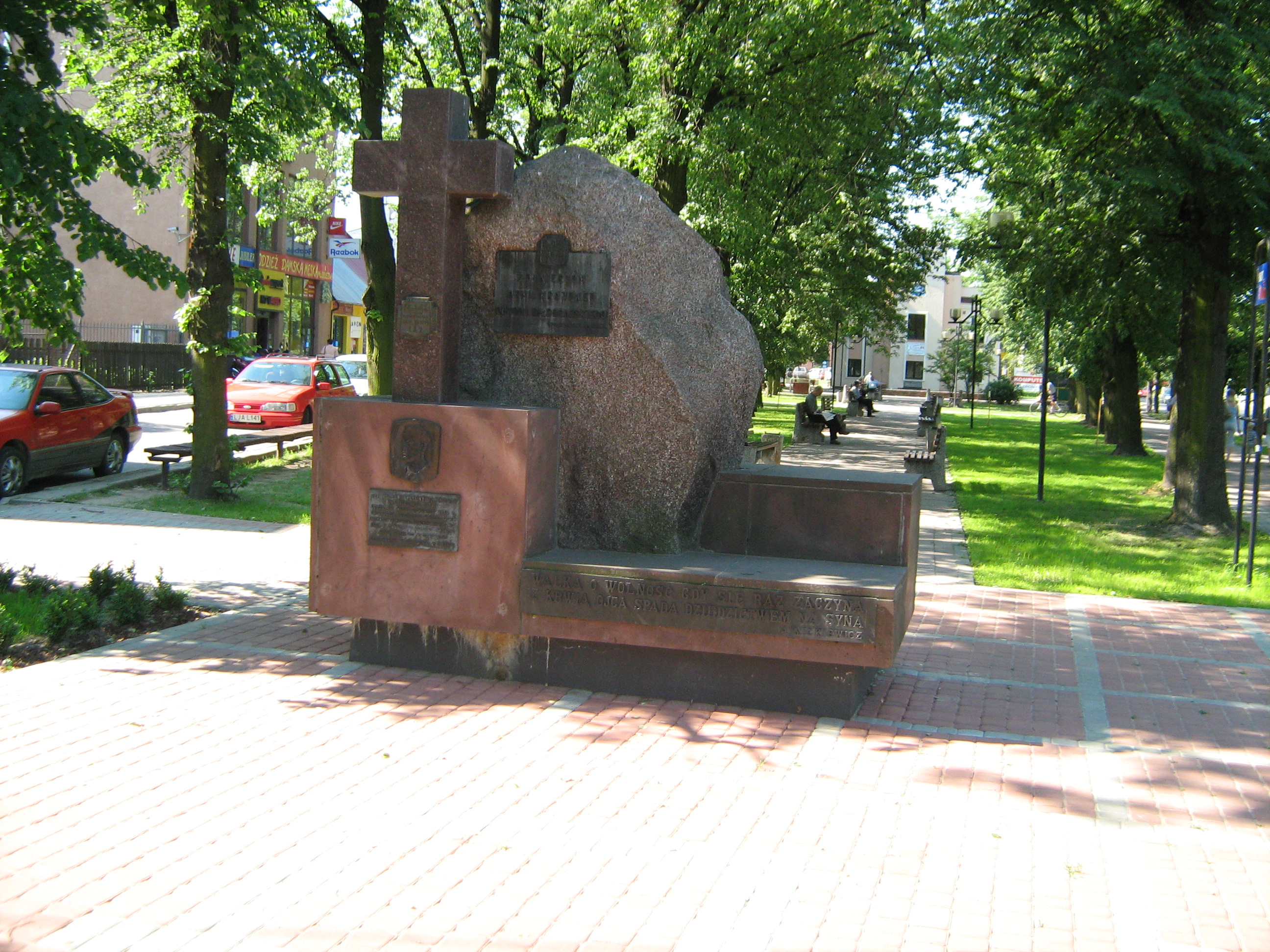
Памятник бойцам Армии Крайовой в Билгорае

Местные жители сопротивлялись действиям немецких властей с большой решимостью: они убегали в леса, организовывали отряды самообороны, помогали людям, которые были выселены, и пытались вырвать детей из немецких рук. Отряды польского Сопротивления (в первую очередь из АК и Крестьянских батальонов), а также советские партизаны и просоветская Гвардия Людова помогали эвакуировать мирных поляков и организовывали нападения на немецких колонистов и вооружённые отряды в регионе. В декабре 1942 года в регионе произошло одно из первых крупных столкновений с участием партизан. Силы Сопротивления насчитывали до нескольких тысяч бойцов. Первый этап сопротивления имел место с декабря 1942 года по февраль 1943 года. Затем немцы свернули свою деятельность на несколько месяцев, но перешли в контрнаступление в июне, развернув широкомасштабные антипартизанские действия и террор против мирного населения (Aktion Wehrwolf).
После нескольких сражений между партизанами и немецкими частями немцам пришлось приостановить свои действия и в итоге очень немногие немецкие поселенцы были привлечены в область. До середины 1943 года немцам удалось переселить 9 000 колонистов, к ним добавились ещё 4 000 до конца 1943 года. Увеличение партизанской активности послужило причиной тому, что немцы начали терять контроль над регионом весной 1943 года.
В первой половине 1944 года мирные жители и бойцы польского Сопротивления были также атакованы подразделениями Украинской повстанческой армии . Однако к лету 1944 года польские партизаны, прятавшиеся в крупных лесах региона, взяли под контроль значительную часть сельской местности, оставляя под немецким контролем только крупные города. Летом 1944 года немцы вновь инициировали проведение крупных антипартизанских операций (Sturmwind I и Sturmwind II), которые привели к битве на реке Сопот (одному из крупнейших сражений между польскими партизанами и войсками нацистской Германии), в результате которой поляки понесли большие потери. Тем не менее, вскоре после этого, в июле, оставшиеся польские подразделения приняли участие в акции «Буря» и им удалось освободить несколько населенных пунктов в Замойской области. Немцы, находясь под давлением наступающей Красной армии, были вынуждены покинуть регион.

## Память

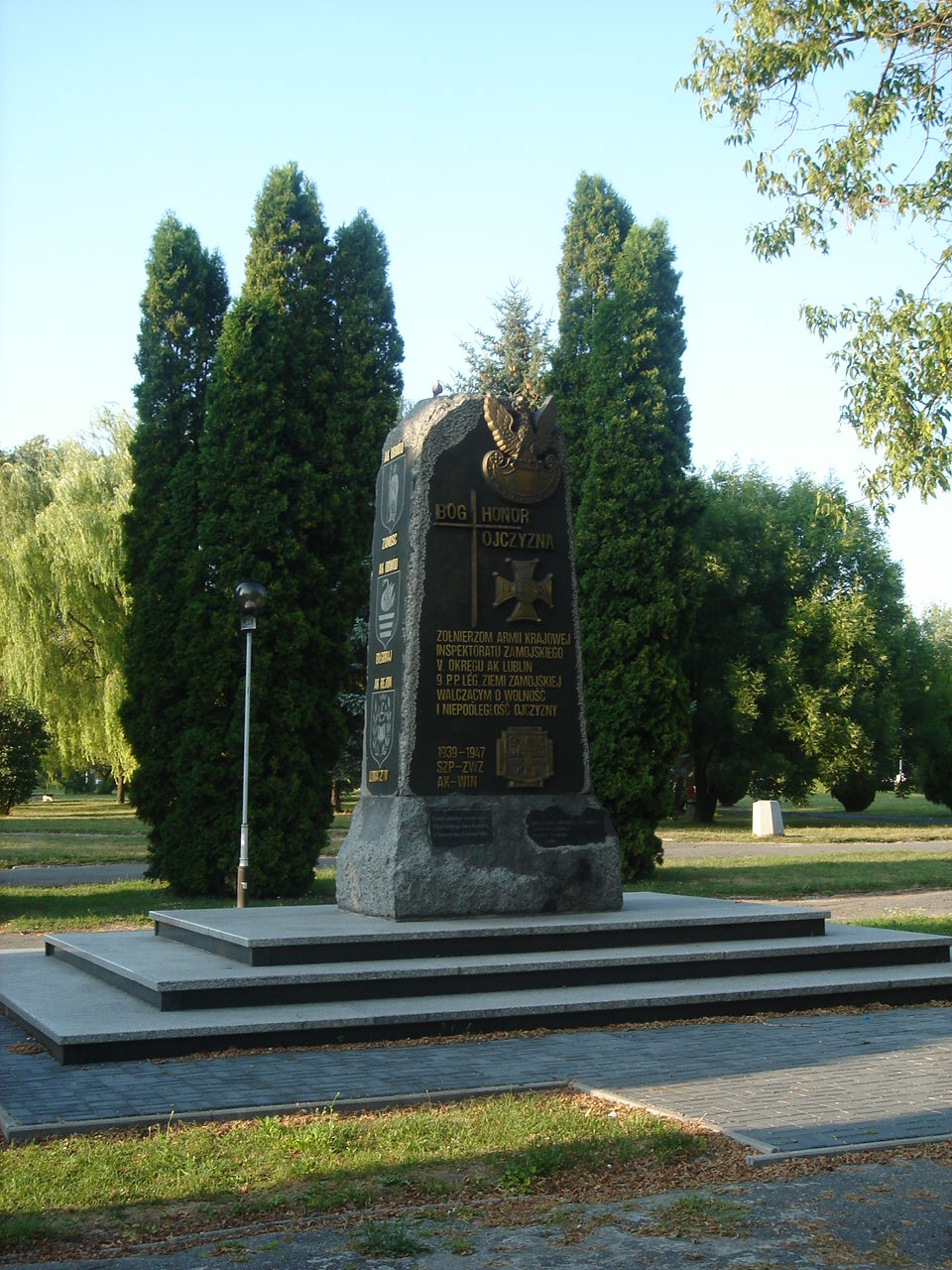
Памятник бойцам Армии Крайовой в Замосцье

После войны было построено несколько монументов, музеев и кладбищ. В Польской Народной Республике действия коммунистической армии Людовой превозносились в ущерб организациям некоммунистического Сопротивления.
Польский документальный фильм, посвященный восстанию, был удостоен бронзовой медалью на New York Festivals в 2008 году.